# Jay Humphry
James Clarke Humphry dit Jay Humphry, né le 28 juillet 1948 à Vancouver dans la province de Colombie-Britannique, est un patineur artistique canadien. Il est double champion du Canada en 1968 et 1969, et vice-champion nord-américain en 1969.

## Biographie

### Carrière sportive
Il remporte la médaille d'or aux Championnats canadiens de patinage artistique en 1968 et 1969.
Il représente son pays à trois championnats nord-américains (1965 à Rochester, 1967 à Montréal et 1969 à Oakland), cinq mondiaux (1965 à Colorado Springs, 1966 à Davos, 1967 à Vienne, 1968 à Genève et 1969 à Colorado Springs) et les Jeux olympiques d'hiver de 1968 à Grenoble. Il a été entraîné par Edi Rada et Ellen Burka.

### Reconversion
Après la saison 1968/1969, il devient professionnel et patine avec Ice Follies, où il interpréte le rôle d'Oscar le Grouch de Sesame Street.
Depuis 2009, Jay Humphry réside à Minneapolis dans le Minnesota aux États-Unis, où il travaille pour une entreprise qui produit des spectacles de divertissement en direct sur le thème de Sesame Street.

## Palmarès
| Compétition                     | 1964 | 1965 | 1966 | 1967 | 1968 | 1969 |
| Jeux olympiques d'hiver         |      |      |      |      | 7e   |      |
| Championnats du monde           |      | 12e  | 10e  | 12e  | 7e   | 6e   |
| Championnats d'Amérique du Nord |      | 6e   |      | 4e   |      | 2e   |
| Championnats du Canada          | 3e   | 3e   | 3e   | 2e   | 1er  | 1er  |